# 6 فبراير
- السبت
- الأحد
- الاثنين
- الثلاثاء
- الأربعاء
- الخميس
- الجمعة

- 12 شعبان 1446  هـ
- 23 شعبان 1446  هـ
- 34 شعبان 1446  هـ
- 45 شعبان 1446  هـ
- 56 شعبان 1446  هـ
- 67 شعبان 1446  هـ
- 78 شعبان 1446  هـ
- 89 شعبان 1446  هـ
- 910 شعبان 1446  هـ
- 1011 شعبان 1446  هـ
- 1112 شعبان 1446  هـ
- 1213 شعبان 1446  هـ
- 1314 شعبان 1446  هـ
- 1415 شعبان 1446  هـ
- 1516 شعبان 1446  هـ
- 1617 شعبان 1446  هـ
- 1718 شعبان 1446  هـ
- 1819 شعبان 1446  هـ
- 1920 شعبان 1446  هـ
- 2021 شعبان 1446  هـ
- 2122 شعبان 1446  هـ
- 2223 شعبان 1446  هـ
- 2324 شعبان 1446  هـ
- 2425 شعبان 1446  هـ
- 2526 شعبان 1446  هـ
- 2627 شعبان 1446  هـ
- 2728 شعبان 1446  هـ
- 2829 شعبان 1446  هـ

6 فبراير أو 6 شُباط أو يوم 6\2 (اليوم السادس من الشهر الثاني) هو اليوم السابع والثلاثون (37) من السنة وفقًا للتقويم الميلادي الغربي (الغريغوري). يبقى بعده 328 يومًا لانتهاء السنة، أو 329 يومًا في السنوات الكبيسة.

## أحداث
- 1778 - التوقيع على التحالف العسكري الأمريكي الفرنسي بعد أن دعمت فرنسا المستعمرات الثلاث عشر الأمريكية خلال حرب استقلالها ضد المملكة المتحدة، وقام بتوقيع التحالف كل من من الجانب الأمريكي بنجامين فرانكلين ومن الجانب الفرنسي لويس السادس عشر.
- 1817 - القائد الأرجنتيني خوسيه دي سان مارتين يعبر جبال الأنديز مع جيشه لتحرير تشيلي من الاحتلال الإسباني.
- 1819 - السير توماس ستامفورد رافلز يؤسس سنغافورة.
- 1820 - جمعية الاستعمار الأمريكية ترسل أول 86 أمريكي أسود لإنشاء مستعمرة فيما أصبح لاحقًا يعرف باسم ليبيريا وذلك في بداية موجة لإعاده السود لأفريقيا.
- 1840 - نيوزيلندا تدخل ضمن المستعمرات البريطانية.
- 1922 - التوقيع على معاهدة واشنطن البحرية وذلك للحد من التسلح البحري لكل من الولايات المتحدة والمملكة المتحدة واليابان وفرنسا وإيطاليا.
- 1952 - الأميرة إليزابيث تتوج ملكة على المملكة المتحدة بعد وفاة والدها الملك جورج السادس.
- 1974 - مجموعة من المسلحين الفلسطينيين يحتلون السفارة اليابانية في الكويت ويحتجزون السفير وأربعة من الدبلوماسيين ومستشار نفطي ياباني و11 موظفًا.
- 1984 - بداية أحداث ما يعرف بانتفاضة 6 شباط في لبنان ضد حكم الرئيس أمين الجميل والتي انتهت بالسيطرة على غرب بيروت بيد أحزاب المعارضة وانقسام الجيش.
- 1998 - «مطار واشنطن الدولي» يتحول اسمه رسميًا إلى «مطار رونالد ريغان».
- 2006 -
  - ميشال عون وحسن نصر الله يوقعان على وثيقة تفاهم سياسية بين التيار الوطني الحر وحزب الله وذلك في «كنيسة مار ميخائيل».
  - وكالة الأمم المتحدة لإغاثة وتشغيل اللاجئين الفلسطينيين تقرر إيقاف تزويد قطاع غزة بالمعونات الإنسانية بعد أن قامت سلطة حركة حماس المسيطرة على القطاع بوضع يدها على مئات الأطنان من المواد الغذائية المرسلة إلى القطاع، وحماس تعزو ذلك إلى حدوث خطأ غير مقصود.
  - محكمة باكستانية تأمر برفع الإقامة الجبرية عن مهندس قنبلتها الذرية عبد القدير خان.
- 2013 - اغتيال السياسي التونسي شكري بلعيد، أحد مؤسسي تيار الجبهة الشعبية .
- 2014 - انطلاق الألعاب الأولمبية الشتوية 2014 في سوتشي (روسيا)، وقد أقيم حفل الافتتاح يوم الجمعة 7 فبراير 2014.
- 2015 - الحوثيون يصدرون إعلاناً دستورياً لحل البرلمان وتشكيل مجلس رئاسي، بعد انقلاب اليمن 2014.
- 2016 - زلزالٌ بِقُوَّة 6.4 درجات يضرب تايوان ويتسبب بِمقتل 41 شخصًا على الأقل.
- 2017 - الكنيست الإسرائيلي يقر قانون تبييض المستوطنات، بتأييد 60 عضوًا ومعارضة 52.
- 2022 - منتخب السنغال لكرة القدم يحرز كأس الأمم الأفريقية للمرة الأولى بتغلبه على نظيره المصري بركلات الترجيح.
- 2023 - مقتل أكثر من 51,130 شخص وإصابة أكثر من 122,500، إثر وقوع زلزالين بلغت قوة أشدهما 7.8 درجة بمقياس ريختر في جنوب تركيا وامتد أثرهما إلى سوريا.
- 2024 - فوز نجيب بقيلة بفترة رئاسية ثانية في الانتخابات العامة في السلفادور.

## مواليد
- 1288 - أورخان غازي، السلطان العثماني الثاني.
- 1664 - مصطفى الثاني، السلطان العثماني الثالث والعشرون.
- 1665 - آن، ملكة بريطانيا العظمى.
- 1871 - أحمد تيمور باشا، أديب مصري.
- 1881 - محمد الجواد الجزائري، شاعر وفيلسوف وثائر مجاهد عراقي.
- 1878 - علي محمود قارئ قرآن كريم مصري وسيد القراء وإمام المنشدين
- 1892 - وليم مورفي، طبيب أمريكي حاصل على جائزة نوبل في الطب عام 1934.
- 1908 - أمنتوري فانفاني، رئيس وزراء إيطالي.
- 1911 - رونالد ريغان، رئيس الولايات المتحدة الأربعين.
- 1912 - إيفا براون، عشيقة أدولف هتلر.
- 1916 - إلياس مؤدب، ممثل مصري.
- 1924 - بيلي رايت، لاعب ومدرب كرة قدم إنجليزي.
- 1928 - والتر أوفنبيرغ، إحاثي أمريكي.
- 1928 - إسماعيل عامود، شاعر سوري.
- 1936 - عبد اللطيف التلباني، مغني مصري.
- 1945 - بوب مارلي، مغني جامايكي.
- 1949 -
  - مايك بات، موسيقي إنجليزي.
  - ناهد يسري، ممثلة مصرية.
- 1951 - زهير النوباني، ممثل أردني.
- 1952 - ريكاردو لافولبي، حارس مرمى ومدرب كرة قدم أرجنتيني.
- 1966 - مازن الناطور، ممثل سوري.
- 1969 - ماساهارو فوكوياما، مغني وممثل ياباني.
- 1970 - باتريس لوكو، لاعب كرة قدم فرنسي.
- 1973 -
  - أدهم مرشد، ممثل سوري.
  - نور الدليمي، ممثلة لبنانية تعمل في الكويت.
- 1974 -
  - زينب العسكري، ممثلة بحرينية.
  - هيرويركي يوشينو، ممثل أداء صوتي ياباني.
- 1977 - جايسون أويل، لاعب كرة قدم جامايكي.
- 1980 -
  - ماميكو نوتو، ممثلة أداء صوتي يابانية.
  - أوزان تشوبان أوغلو، ممثل تركي.
- 1989 - كريغ كاثكارت، لاعب كرة قدم أيرلندي شمالي.
- 1995- ليون غوريتسكا، لاعب كرة قدم ألماني.

## وفيات
- 1685 - تشارلز الثاني، ملك إنجلترا.
- 1899 - ليو فون كابريفي، مستشار ألماني.
- 1918 - غوستاف كليمت، رسام نمساوي.
- 1941 - أمين سامي، مؤرخ مصري.
- 1952 - جورج السادس، ملك بريطاني.
- 1963 - عبد الكريم الخطابي، زعيم ومناضل مغربي.
- 1976 - عبد الغني الخضري، صحفي وشاعر وكاتب عراقي.
- 2002 - ماكس بيروتس، عالم كيمياء بريطاني نمساوي حاصل على جائزة نوبل في الكيمياء عام 1962.
- 2004 - أمل جراح، شاعرة وروائية سورية.
- 2006 - كوجي توتاني، ممثل أداء صوتي ياباني.
- 2011 -
  - أندريه شديد، كاتبة وشاعرة فرنسية.
  - غاري مور، مغني بريطاني.
- 2013 - شكري بلعيد، سياسي تونسي.
- 2016 - أنيسة مخلوف، سيدة أولى سورية.
- 2021 - عبد الخالق اللوزاني، مُدرب كُرة قدم مغربي.
- 2022 -
  - عبد المالك علي مسعود، لاعب كرة قدم جزائري.
  - سيد القمني، كاتب علماني مصري.
  - يعقوب الباحسين، عالم مسلم سعودي من أصلٍ عراقي.
  - لاتا مانغيشكار، مغنية هندية.
- 2024 - محمد بن سعيد أيت إيدر، مقاوم وسياسي مغربي.

## أعياد ومناسبات
- اليوم العالمي لرفض ختان الإناث.
- اليوم الوطني في نيوزيلندا.
- يوم سامي الوطني في فنلندا وإسكندنافيا.

## وصلات خارجية
- وكالة الأنباء القطريَّة: حدث في مثل هذا اليوم.
- النيويورك تايمز: حدث في مثل هذا اليوم.
- BBC: حدث في مثل هذا اليوم.